# Фьодор I
Фьодор I Иванович (на руски: Фё́дор I Ива́нович, Феодор I Иоаннович) е цар на Русия (1584 – 1598), последният от московския клон на династията Рюриковичи. Той е трети син на Иван IV Грозни и Анастасия Романовна. Фьодор е последният мъжки потомък на Иван Калита и след смъртта си е наследен от своя шурей Борис Годунов.

## Управление
Фьодор I е слаб физически и умствено и управлението на страната се осъществява първоначално от регентски съвет, а след 1587 – от Борис Годунов, брат на съпругата му Ирина Годунова.
По време на управлението му Руската православна църква получава статут на патриаршия (1589). Успешни войни се водят срещу Ногайската орда и Швеция (1595), като Русия си връща Ивангород и съседните области, загубени през Ливонската война.